# Sebastián Córdova
Francisco Sebastián Córdova Reyes (* 12. Juni 1997 in Aguascalientes) ist ein mexikanischer Fußballspieler.

## Karriere

### Verein
Seine Karriere startete er in der Jugend von Club América, hier wurde er während der U20 für die zweite Hälfte des Jahres 2016 vorübergehend zu Alebrijes de Oaxaca verliehen. Für die zweite Jahreshälfte 2018 folgte dann nochmal eine Leihe zu Necaxa. Anfang 2019 wechselte er dann fest in den Kader der ersten Mannschaft von Club América. Seit Anfang 2022 steht er bei UANL Tigres unter Vertrag.

### Nationalmannschaft
Bei den Olympischen Spielen 2020 war er Teil der mexikanischen Mannschaft und gewann hier mit seinem Team die Bronzemedaille.
Seinen ersten bekannten Einsatz in der mexikanischen A-Nationalmannschaft hatte er am 2. Oktober 2019 bei einem 2:0-Freundschaftsspielsieg über Trinidad und Tobago, als er in der Startelf stand und zur 74. Minute für Francisco Venegas ausgewechselt wurde. Anschließend kam er dann auch in Partien der Nations League zum Einsatz. Ab September 2021 bekam er zudem Einsätze in der Qualifikation für die Weltmeisterschaft 2022.